# 전주여자고등학교
전주여자고등학교(全州女子高等學校)는 대한민국 전북특별자치도 전주시 덕진구 인후동2가에 위치한 공립 고등학교이다.

## 학교 연혁
- 1926년 5월 25일 : 전주공립여자고등보통학교 설립 인가(4년제)
- 1930년 3월 23일 : 제1회 졸업식(25명)
- 1951년 9월 25일 : 전주여자고등학교로 개칭(3년제)
- 1974년 6월 24일 : 풍남동에서 인후동으로 이전
- 1974년 12월 31일 : 부설 방송통신고등학교 인가
- 1976년 8월 11일 : 생활관 준공
- 1995년 10월 25일 : 영란관(음악실, 시청각실, 학생 휴게실) 준공
- 2004년 11월 19일 : 기숙사(영란숙) 준공
- 2012년 5월 11일 : 교사 증축 준공
- 2016년 5월 25일 : 개교 90주년 기념행사 개최
- 2023년 3월 1일 : 제32대 이영숙 교장 부임
- 2024년 2월 2일 : 제95회 207명 졸업(총 졸업생 32,669명)
- 2024년 3월 4일 : 제98회 입학식(신입생 255명)
- 2025년 3월 4일: 제99회 입학식(신입생241명)

## 학교 위치
- 1926년 5월 25일 ~ 1974년 6월 23일 : 완산구 기린대로 85 (풍남동3가 / 現 라한호텔 전주)
- 1974년 6월 24일 ~ (현재) :  덕진구 모래내6길 14 (인후동2가)

## 참고 자료
- 전주여자고등학교 - 한국교육학술정보원 학교알리미